# Sárgásmoszatok
A sárgásmoszatok (Stramenopila) a Sar szupercsoportba tartozó klád, korábban a Chromalveolata vagy Chromista országba sorolt törzsnek tekintették.

## Felépítés
A sárgásmoszatok latin nevüket az egymástól független mozgású ostoraikról kapták. Egy pár ostorral rendelkeznek, amelyeknek a felépítése is eltérő: a hosszabbik előre felé, a rövidebbik hátra felé irányul. Ez a határozóbélyeg különbözteti meg az ebbe a csoportba tartozó fajokat más törzsektől. Színtestjeik a-klorofillt, c-klorofillt, xantofillokat (elsősorban fukoxantint) és karotinoidokat tartalmaznak, ezek adják a növények színét. A sejtek tartalék tápanyaga egy poliszacharid, a krizolaminarin. Szemfoltjuk a rövidebbik ostor közvetlen közelében található.

## Rendszerezés
- Gyrista
  - Ochrophyta
    - Phaeista
      - Chrysista
        - Phaeistia
          - Barnamoszatok (Phaeophyceae)
          - Sárgászöld moszatok (Xanthophyceae)

        - Limnistia
          - Sárgamoszatok (Chrysophyceae)
          - Eustigmatophyceae
          - Phaeothamniophyceae
          - Raphidophyceae
          - Synurophyceae

    - Dictyochia
      - Actinochrysophyceae
      - Pelagophyceae

  - Kovamoszatok (Diatomeae)
    - Bolidophyceae
    - Coscinodiscophyceae
    - Fragilariophyceae
    - Bacillariophyceae
- Sagenista
  - Labyrinthulomycetes
    - Thraustochytrida
    - Amphitremida
    - Amphifilida
    - Oblongichytrida
    - Labyrinthulida

  - Eogyrea
- Opalozoa
  - Placidozoa
  - Bicosoecida
- Blastocystis
- Platysulcus tardus
- Kaonashia insperata